# Odum
Odum – miasto w Stanach Zjednoczonych, w stanie Georgia, w hrabstwie Wayne.